# HD 160928
HD 160928，又名CD-4212431，SAO 228363、HR 6597，是一颗恒星，视星等为5.87，位于銀經348.08，銀緯-6.99，其B1900.0坐标为赤經17h 37m 31.6s，赤緯-42° -6.99′ 1″。